# Set boiars

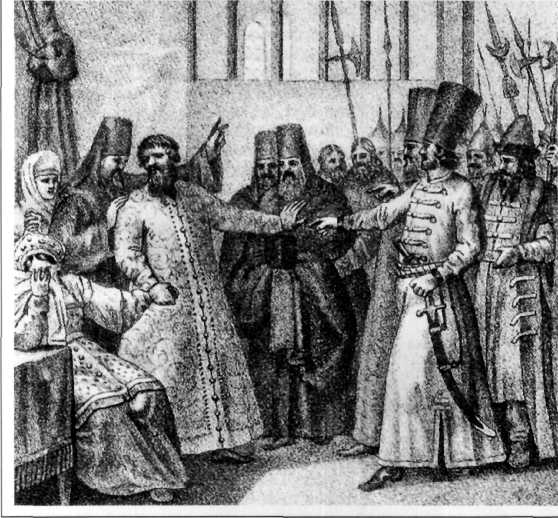
Vassili Xúiski és tonsurat el 1610. Gravat del.

Els Set boiars (en rus Семибоярщина, 'semiboiàrsxina') fa referència al govern d'un grup de nobles russos que derrocaren el tsar Vassili IV Xúiski el 17 de juliol de 1610 i feren arribar els polonesos a Moscou a finals d'aquell any.
Els set homes foren els prínceps (kniaz) Fiódor Ivànovitx Mstislavski, líder de la Duma dels boiars, Ivan Mikhàilovitx Vorotinski, Andrei Vassílevitx Trubetskoi, Andrei Vassílevitx Golitsin, Borís Mikhàilovitx Líkov-Obolenski i els boiars Ivan Nikítitx Romànov i Fiódor Ivànovitx Xeremétev. A causa de l'avanç polonès sobre Rússia, la revolta d'Ivan Bolótnikov i altres aldarulls durant el Període Tumultuós, Vassili Xúiski mai no fou gaire popular ni era capaç de governar amb eficàcia fora de la capital per si mateix. Els set el deposaren, el ren i el forçaren a abraçar el monacat al Monestir de Txúdov. Posteriorment fou portat a Polònia, on morí a la presó de Gostynin el 1612.
El 17/27 d'agost, els set signaren un acord amb el hetman polonès Stanisław Żółkiewski pel qual acordaven acceptar Ladislau, fill del rei polonès Segimon III Vasa, com a tsar de Rússia. Els polonesos entraren a Moscou el 21 de setembre. Mentre que alguns consideren que el govern dels set a Moscou durà des de juny del 1610 fins l'arribada dels polonesos al setembre, d'altres sostenen que llur mandat s'estengué fins que els polonesos foren expulsats de la capital pel moviment popular encapçalat per Kuzmà Minin i Dmitri Pojarski el 1612. Llur poder d'actuació després del setembre de 1610 fou, tanmateix, més aviat nominal.